# CE Bootis
CE Bootis (CE Boo / GJ 569 / HIP 72944) es una estrella de magnitud aparente +10,20 situada en la constelación de Bootes, el pastor de bueyes.
Un sistema binario de dos enanas marrones —que bien podrían ser tres— orbitan alrededor de esta estrella, situada a 32,0 años luz del sistema solar.
CE Bootis (GJ 569 A) es una enana roja de tipo espectral M2.5V con una temperatura superficial de 3540 K.
Tiene un diámetro igual a la mitad del diámetro solar y brilla con una luminosidad que corresponde al 0,7% de la que tiene el Sol.
Su masa es de 0,35 ± 0,03 masas solares y tiene una edad estimada de 100 millones de años.
Como muchas otras enanas rojas, es una estrella fulgurante que despide llamaradas y sufre aumentos bruscos e impredecibles en su brillo.
Las estrellas conocidas más cercanas a CE Bootis son Ross 52 y DE Bootis, a 5,9 y 7,1 años luz de distancia respectivamente.

## Sistema de enanas marrones
A 5 segundos de arco de CE Bootis —equivalente a una separación de 50 UA— se encuentra GJ 569 B, un sistema formado por, al menos, dos enanas marrones, con una masa total de 0,125 masas solares.
Este sistema completa una órbita alrededor de CE Bootis cada 500 años aproximadamente.
A su vez, GJ 569 B es una binaria espectroscópica con un período de 876 días, siendo la separación entre ambos objetos de 0,89 UA.
Estudios espectroscópicos y fotométricos sugieren que esta binaria es en realidad un sistema triple formado por tres enanas marrones prácticamente iguales —dos de ellas muy próximas entre sí—, cada una de ellas con una masa aproximada de 0,04 masas solares.